# 갓스이 여자대학
갓스이 여자 대학(일본어: 活水女子大学 갓스이조시다이가쿠[*], Kassui Women's College)은 나가사키현 나가사키시 히가시야마테초(東山手町) 1-50에 본부를 둔 일본의 여자 사립 대학이다. 1879년에 설립되었으며, 약칭은 '갓스이', '갓스이 여대'.

## 개요
대학명이자 법인명인 ‘갓스이’(活水)는 〈요한복음〉 4장 10절의 복음에서 유래되었다. 일본 사립대학 연맹에 가맹되어 있다. 갓스이 여자대학의 건학 정신은 지혜와 생명의 샘, 주예수 그리스도를 내세우고 있다. 이것은 갓스이 학원의 창립자 엘리자베스 러셀의 "지혜와 생명의 샘, 주 예수 그리스도를 따라 여자에게 최고 수준의 교육을"이라는 말에 근거하고 있다.
1993년경까지 반바지 복장 등교는 금지되었었다. 교원과 관계자를 제외하고는 캠퍼스 내에 남성의 출입은 금지되어 있다.

## 연혁
- 1981년 : 갓스이 여자대학을 개학해, 문학부(영문학과·일문학과) 설치.
- 1991년 : 대학에 대학원 문학연구과 영문학 전공(석사과정) 설치, 단기대학 가정과를 생활학과로 개칭.
- 1994년 : 대학에 음악학부 설치.
- 1998년 : 문학부에 인간관계학과 설치.
- 2001년 : 문학부 일문학과, 영문학과가 현대일본문화학과, 영어학과로 개칭하였고, 음악학부는 연주학과, 응용음악학과로 개편. 단기대학 영문과가 영어과로 개칭.
- 2002년 : 대학에 건강생활학부(식생활 건강학과)를 설치.
- 2004년 : 건강생활학부에 생활디자인학과, 아동학과를 설치. 단기대학 모집 정지.
- 2009년 : 간호학부 간호학과를 설치.

## 학부
- 문학부
  - 영어학과
  - 현대일본문화학과
  - 인간관계학과
- 음악학부
  - 연주학과
  - 실용음악학과
- 건강생활학부
  - 식생활건강학과
  - 생활디자인학과
  - 아동학과
- 간호학부
  - 간호학과 (2009년 4월)

## 대학원
- 문학연구과
  - 영문학전공

## 소재지
- 히가시 야마테 캠퍼스(나가사키시 히가시 야마테 쵸 1-50)
  - 전학부
- 신토마치 캠퍼스(나가사키시 신토마치 3가 1004-1)
  - 음악학부, 건강생활학부
- 기숙사

신토마치 캠퍼스 부근에 난코료(楠光寮)라고 하는 대학기숙사가 있다.

## 국제 교류
- 중국 상하이 외국어 대학 (上海外国語大学)
- 중국 쓰촨 외어학원 (四川外語学院)
- 대한민국 배화여자대학 (培花女子大学)
- 대한민국 이화여자대학교 (梨花女子大学校)
- 대한민국 성결대학교 (聖潔大学校)
- 대한민국 인천대학교 (仁川大学校)
- 대한민국 수원대학교
- 대한민국 수원과학대학
- 대한민국 김천과학대학교
- 미국 란돌프 메이콘 여자대학 (버지니아주)
- 미국 오하이오 웨슬레안 대학 (오하이오주)
- 미국 록키 마운틴대학 (몬태나주)
- 미국 에방즈빌 대학(인디애나주)
- 미국 햄린 대학(미네소타주)
- 영국 사리대학 로우햄프톤교
- 오스트레일리아 센트럴 퀸즈랜드 대학교 (Central Queensland University)
- 태국 치앙마이 대학교 (치앙마이)
- 태국 부라파 대학교 (Burapha University)
- 대만 밍다오 대학교

## 관련 기관
- 갓스이 중학교
- 갓스이 고등학교